# Lịch sử Bayern
Lịch sử Bayern với những dẫn chứng, đã có từ dòng họ gia tộc Agilolfing với trung tâm ở Freising vào năm 555. Sau đó nó là một phần của đế quốc La Mã Thần thánh cho tới khi nó trở thành một vương quốc độc lập và sau cùng là bang lớn nhất nước Cộng hòa Liên bang Đức.

## Những định cư ban đầu tại vùng La Mã Raetia
Có nhiều di tích vào Thời đại đồ đá cũ được khám phá tại Bayern.
Những dân cư đầu tiên được biết tới qua những nguồn tài liệu viết để lại là người Celt mà đã lập nên những khu định cư thuộc tỉnh Raetia và Noricum của người La Mã. Trung tâm hành chính La Mã của vùng này là Castra Regina (bây giờ là Regensburg).

## Công quốc Baiern
Sau khi thể chế La Mã sụp đổ, những người Germanen từ phương Bắc nhập vào với người Celt mà đã ở đó lập thành một bộ tộc người Baiern (Bajuwaren). 

### Công quốc Baiern cũ

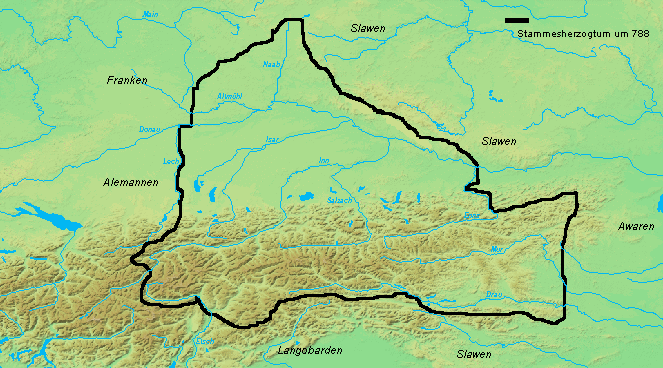
Công quốc Baiern 788

Từ năm 555 đã có nhữg bằng chứng là có sự tồn tại của một công quốc Baiern, mà là một phần của đế quốc Frank, và được cai trị bởi dòng họ gia tộc Agilolfing. Lãnh thổ của họ trải dài về phía đông tới sông Enns và về phía Nam tới vùng Nam Tirol bây giờ. Chiến thắng của Charlemagne đối với công tước Tassilo III vào năm 788 đánh dấu sự kết thúc của công quốc Baiern cũ.

### Công quốc Baiern mới

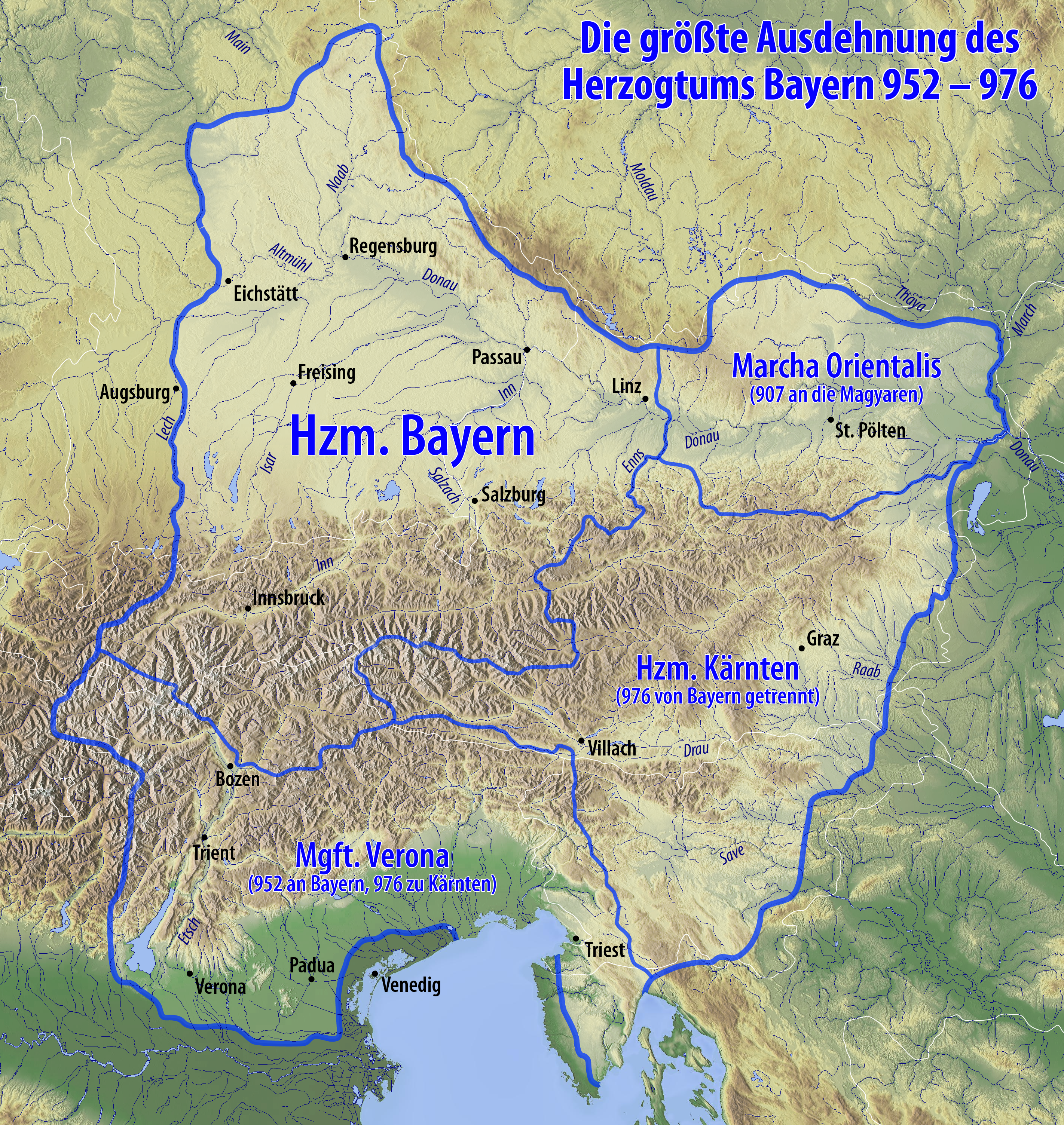
Lãnh thổ chính của Bayern vào thế kỷ 10

Lịch sử Bayern trong thế kỷ sau đó gắn liền với đế quốc Karolinger. Bayern, khi đế quốc người Frank bị chia ra vào năm 817 bởi Ludwig der Fromme, được trao cho Ludwig Người Đức. Ông ta ngoài ra còn được Kärnten, Bohemia và vài vùng biên giới ở phía Đông. Tuy nhiên Ludwig Người Đức vẫn ở chung với cha ở Aachen, đến 826 mới dọn về Bayern. Khi Arnulf của Kärnten trở thành vua của Đông Frank, Regensburg trở thành một Königspfalz.
Khi thời đại của nhà Karolinger chấm dứt, các vùng càng ngày càng trở nên độc lập. Điều này càng được hỗ trợ bởi sự xâm lăng của người Hung từ năm 862.
Bá tước Luitpold von Bayern mất 907 trong trận đánh Pressburg khi thua trận chống lại người Hung, tuy nhiên nó cũng đánh dấu việc Arnulf I trở thành công tước của Baiern, được xem là bắt đầu cho một Công quốc Baiern mới.
Sau chiến thắng trong trận đánh Lechfeld 955 Bayern giành được phần đất Hạ Áo, Istria và Krain. Mặc dù từ 955 công quốc này được cai trị bởi một nhánh nhà Ottonen, trong thế kỷ 10 họ có xung đột với hoàng tộc nhà Ottonen ở Sachsen, 976 họ đã bị mất Kärnten và phần lớn những vùng đã chiếm được, mà trở thành một phần của công quốc Kärnten mới được lập nên. Công tước của Bayern Heinrich II, được bầu làm vua La Mã Đức 1002, phong làm hoàng đế La Mã Thần thánh 1014, mất vào năm 1024, vì không có con nối dõi, nên chức công tước sau đó được bổ nhiệm từ người bên ngoài, Bayern trở nên lệ thuộc vào vua La Mã Đức.
Mãi đến khi người nhà Welfen từ 1070 với Heinrich IV được phong làm công tước Bayern trước khi trở thành vua La Mã Đức thì Bayern mới có thế lực trở lại.
Một cuộc xung đột với dòng họ nhà Staufer trong cuộc lựa chon vua La Mã Đức đưa tới việc sau khi Konrad III được chọn làm vua, Bayern 1139 được giao cho nhà Babenberger. Vùng đất Schwaben phần lớn trở thành đất đai của vua nhà Staufer. Càng ngày cả Franken cũng thuộc vào quyền lực nhà Staufer. Ở Franken thế lực độc quyền của giám mục Würzburg do sự thành lập giáo phận Bamberg 1007 và những quyền lực thế tục khác. Vào mùa hè 1154 Friedrich I. Barbarossa của nhà Staufer trong buổi hội nghị tại Goslar đã lấy lại công quốc Bayern của nhà Babenberger Heinrich "Jasomirgott" và ban die verkleinerte Bayern, bị mất lãnh thổ Marcha Orientalis, cho Heinrich Sư tử của nhà Welfen.
Lãnh thổ Marcha Orientalis dưới thời nhà Babenberger là một công quốc mới với những đặc quyền là mầm móng phát triển thành Áo (Ostarrichi). Heinrich Sư tử thành lập rất nhiều thành phố, trong đó 1158 München. Vì có quyền lực lớn lao là người cai trị 2 công quốc lớn Sachsen und Bayern, ông ta có xung đột với Friedrich I. Barbarossa. Heinrichs Sư tử sau đó bị đầy và việc thành lập công quốc Steiermark năm 1180 chấm dứt Công quốc Baiern mới.

## Bayern phát triển thành một lãnh thổ độc lập

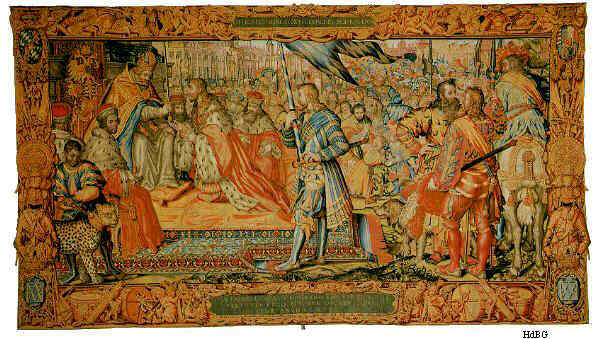
Hoàng đế Friedrich Barbarossa 1180 phong Pfalzgraf Otto von Wittelsbach công quốc Bayern. Tấm thảm khoảng 1610 ở cung điện München.

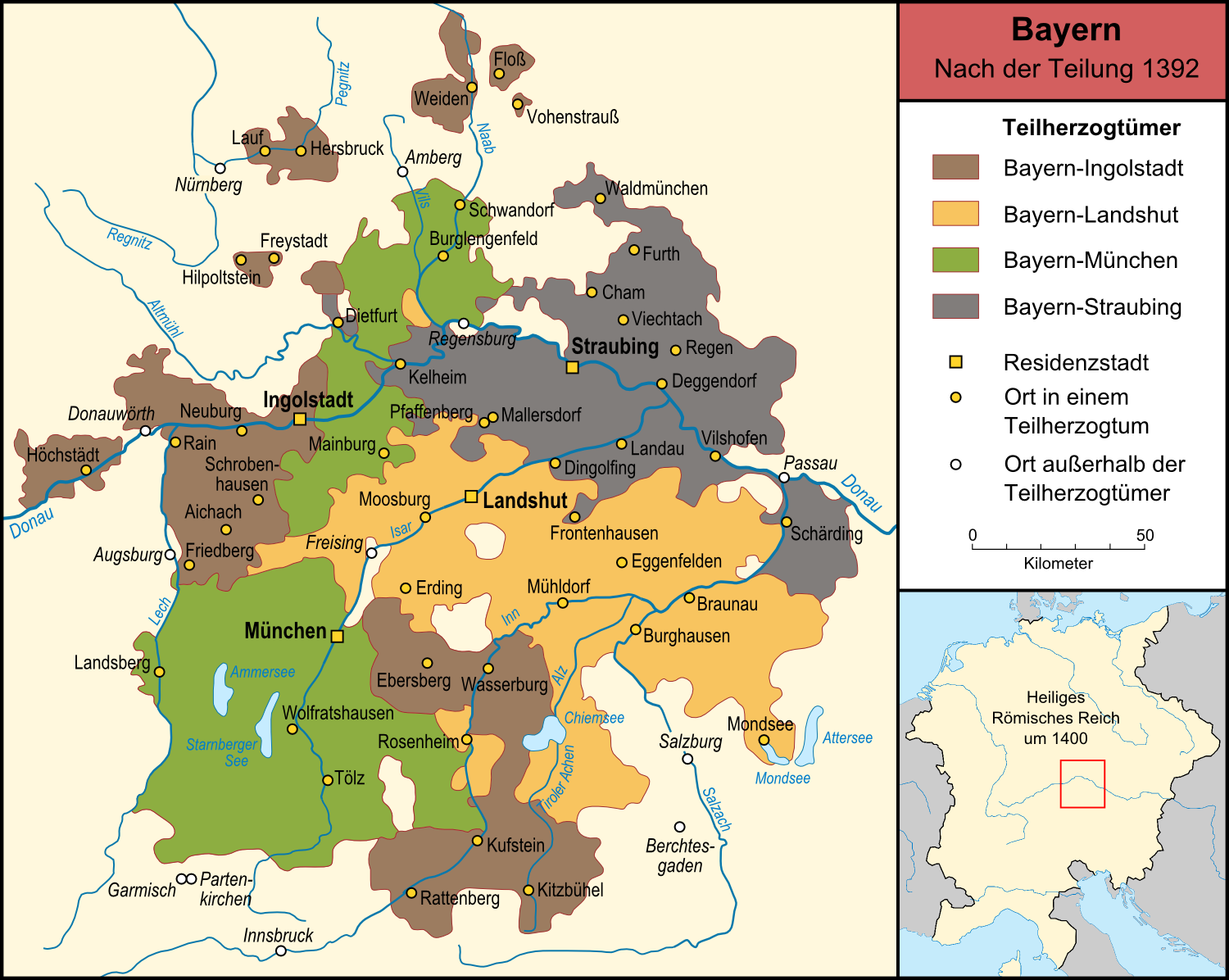
4 phần của công quốc Bayern sau khi chia đất 1392

Từ 1180 cho tới 1918 nhà Wittelsbach đã cai trị Bayern, ban đầu là công tước, sau đó là tuyển hầu tước và vua chúa. Vào năm 1180 khi Bá tước Otto VI nhà Wittelsbach trở thành Công tước Otto I xứ Bayern, nhà Wittelsbach hãy còn ít tài sản. Ý định lấy lại lãnh thổ Steiermark đã mất, thất bại. Tuy nhiên sau đó lãnh thổ nhà Wittelsbach nhờ mua, cưới hỏi, thừa hưởng đã mở rộng ra nhiều. Những lãnh thổ mới sắm không cho mướn nữa, mà do nhân viên quản lý. Trong thời gian này nhiều gia đình quý tộc có thế lực không có người nối dõi như công tước của Andechs và của Bogen. 1214 con của Otto I, Ludwig I của Wittelsbach trở thành Pfalzgraf của Kurpfalz.
Bởi vì nhà Wittelsbach cũng như nhiều gia đình quý tộc thời đó không còn ưu tiên cho người con trưởng trong việc thừa hưởng gia tài, 1255 đưa đến việc phân chia lãnh thổ Bayern năm 1255 ra thành công quốc Oberbayern và Pfalz cũng như lãnh thổ Nordgau (thủ phủ ở München) và công quốc Niederbayern (thủ phủ ở Landshut và Burghausen). Bởi vậy cho tới ngày nay vẫn còn sự phân biệt Oberbayern và Niederbayern.
Mặc dù lại phân chia lãnh thổ lần nữa sau một cuộc thống nhất ngắn, Bayern dưới thời Ludwig der Bayer lại đạt được nhiều quyền lực, khi ông ta là người đầu tiên trong dòng họ được phong làm hoàng đế năm 1328. Những vùng lãnh thổ mới mà ông ta tậu được như Brandenburg (1323), Tirol (1342), các tỉnh của Hà Lan như Holland, Seeland và Friesland cũng như công quốc Hennegau (1345) tuy nhiên lại mất đi dưới thời những người nối dõi. Tirol đã mất ngay 1369 với hiệp ước Schärding vào tay nhà Habsburg, Brandenburg 1373 thuộc về nhà Luxemburg, và những lãnh thổ ở Hà Lan vào nhà Burgund. Trong thỏa hiệp Pavia 1329 hoàng đế Ludwig chia tài sản cho nhánh Pfalz với Rheinpfalz và phần đất mà bây giờ gọi là Oberpfalz và nhánh Altbayern. Qua đó nhánh Altbayern mất chức tuyển hầu tước về tay nhánh Pfalz. Đến 1777 thì Bayern và Pfalz mới thống nhất trở lại.
Với sự công nhận biên giới của công tước Bayern 1275, Salzburg tách dần ra khỏi Bayern. Khi tổng giám mục của Salzburg 1328 ra một luật lãnh thổ mới, Salzburg trở thành một vùng độc lập trong đế quốc La Mã Thần thánh.
Trong thế kỷ 14 và 15 Oberbayern và Niederbayern lại được chia ra. Sau cuộc phân chia lãnh thổ 1392, 4 công quốc mới được hình thành: Niederbayern-Straubing, Niederbayern-Landshut, Oberbayern-Ingolstadt và und Oberbayern-München. Không ít các cuộc chiến tranh đã xảy ra giữa các công quốc này. Công tước Albrecht IV của Oberbayern-München sau "cuộc chiến dành gia tài Landshut" 1504/05 đã thống nhất Altbayern vào năm 1506. Với luật Primogenitur ông ta đã chấm dứt việc phân chia tài sản. Tuy nhiên 1504 những vùng đất của Bayern như Kufstein, Kitzbühel và Rattenberg đã bị Tirol lấy mất.

## Bayern từ thời Kháng cách cho tới cuộc chiến tranh 30 năm
Tại Altbayern các nhà công tước đã ngăn chận việc lan rộng của phong trào Kháng cách. Wilhelm IV từ 1524 qua sự thỏa thuận với giáo hoàng về quyền lực trên các giám mục ở Bayern cũng như về các thâu nhập của các cơ sở nhà thờ, đồng ý tranh đấu cho Công giáo La Mã chống lại phe Kháng cách, bằng cách không cho họ phát triển ở đất mình. Họ cũng tham dự cùng với hoàng đế Karl V trong cuộc chiến tranh chống lại liên minh Schmalkald (một liên minh các công tước và thành phố Kháng cách).
Tuy nhiên ở Bayern cũng có một số nhà quý tộc như bá tước Ortenburg và Haag và công tước Pfalz-Neuburg theo đạo Luther. Để cho nó khỏi lan ra ở Altbayern, công tước Albrecht V 1564 đã lập nên một vụ án chống lại cái gọi là âm mưu của một số quý tộc của Bayern. Ở Franken phong trào Kháng cách đã lan tràn mạnh, và cả ở Ostschwaben nhất là tại các thành phố lớn như Augsburg nó cũng có nhiều người theo. Ngoài ra phong trào Kháng cách cũng phát triển ở Oberpfalz, mà thuộc quyền cai trị của công tước Tin lành Pfalz.
1571 Theo lệnh của công tước Albrecht V tật cả những người theo đạo Luther bị đuổi khỏi lãnh thổ Bayern. Ngay từ 1542 Dòng Chúa Giêsu đã cải tổ đại học công quốc Ingolstadt, được thành lập 1472, bên cạnh Dillingen thành một trung tâm Phản Cải cách. Các giám mục của Würzburg và Bamberg đã thực hiện phong trào Phản Cải cách với những biện pháp nghiêm ngặt. Wilhelm V đã tham dự thành công trong Chiến tranh Köln chống lại tổng giám mục Köln, mà đã bỏ theo đạo Tin lành. Từ đó cho tới gần 200 năm sau các công tước Bayern đã chỉ định vị tuyển hầu của Köln. Từ 1577 đại diện các tầng lớp xã hội, mà chịu trách nhiệm cho việc đồng ý trả thuế cho công tước Bayern, đã không còn được kêu họp thường nữa. Điều này đã dẫn công quốc Bayern tới tình trạng kinh tế nguy ngập và đưa tới việc công tước Wilhelm V phải từ bỏ chức vị.
Con trai của Wilhelm Maximilian I đã tước quyền của những nhà đại diện này, bằng cách lập ra một bộ phận công chức để thay thế, lo việc hành chính và tài chính. Đồng thời trong khuôn khổ chương trình Phản Kháng cách, ông lập ra một đội cảnh sát nhà thờ. 1607 vị công tước này đã chiếm cứ thành phố đế quốc độc lập Donauwörth sau khi một đám rước lễ của Công giáo bị phá đám bởi những người Tin lành và sáp nhập nó vào lãnh thổ của mình. Đó là lý do mà các công tước và thành phố Tin lành đã lập một liên minh Tin lành dưới sự lãnh đạo của tuyển hầu Wittelsbach mà theo đạo Calvin Friedrich von der Pfalz. Để chống cự những phe Công giáo đã tụ họp lại thành một liên minh Công giáo dưới sự lãnh đạo của công tước Bayern Maximilian I.
1619 Maximilian I liên kết với hoàng đế Ferdinand II chống lại những người Tin lành ở Bohemia và người được họ bầu lên làm vua, tuyển hầu của Pfalz Friedrich V. Trong trận dánh tại Weiße Berge gần Praha quân đội của phe Công giáo dưới sự lãnh đạo của thống tướng Bayern Tilly 1620 đã đánh bại phe Tin lành. Tiếp theo Tilly cho chiếm đóng công quốc Pfalz. Để tạ ơn Maximilian I 1623 được ban tước tuyển hầu của Pfalz và 1628 lãnh thổ Oberpfalz mà ông ta chiếm đóng như là để bồi thường chiến tranh. Tuy nhiên sau đó khi cuộc Chiến tranh Ba mươi năm tiếp diễn, Bayern 1632/34 và 1648 bị quân đội thù nghịch chiếm đóng và tàn phá. Ostschwaben từ đó mất đi vị thế chính trị quan trọng vì đã bị tàn phá hầu như hoàn toàn.
Trong Hòa ước Westfalen 1648 Bayern vẫn được giữ chức vị tuyển hầu cũng như các lãnh thổ đã đoạt được.

## Bayern thời quân chủ chuyên chế

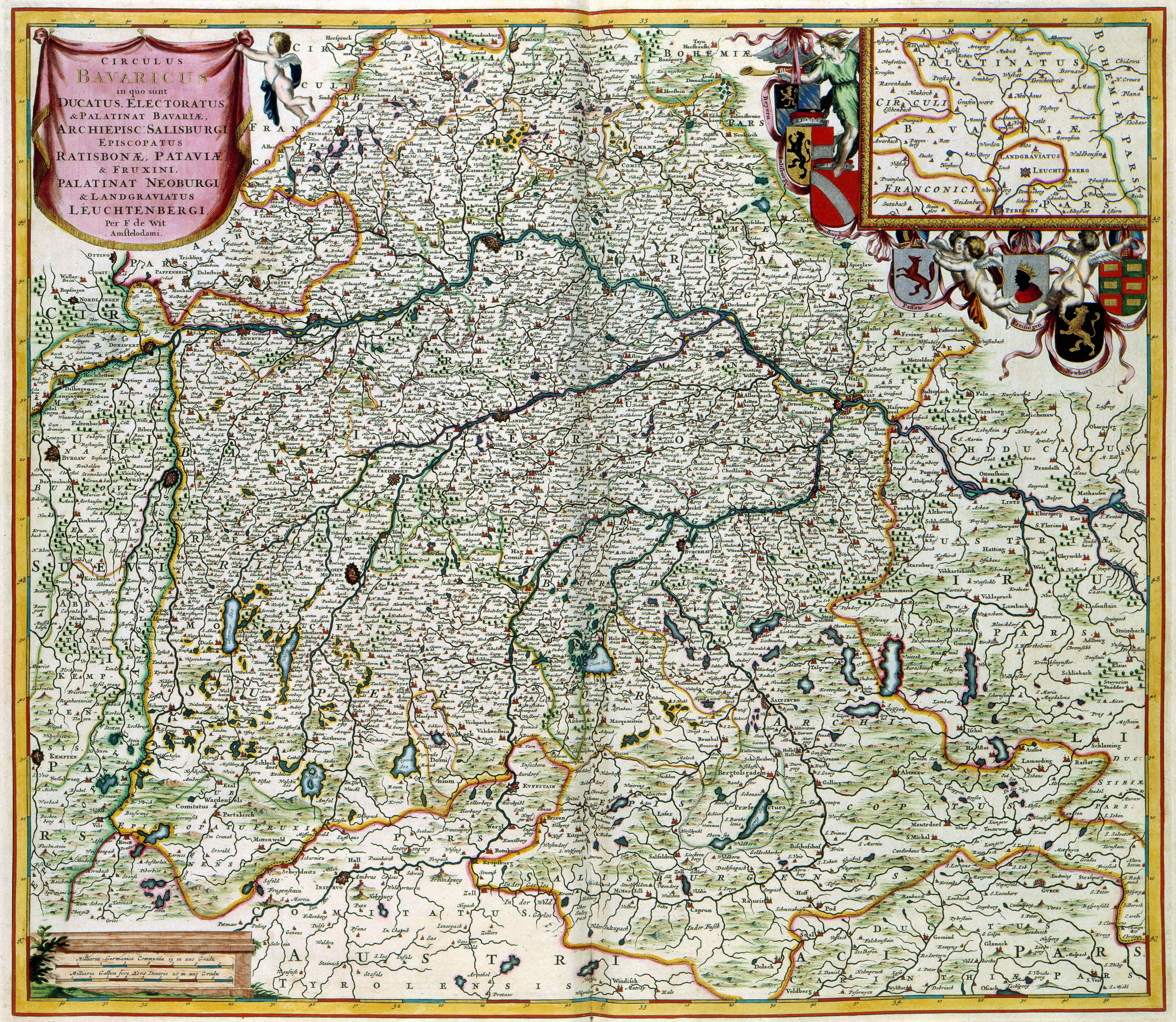
Bản đồ Bayern 1688

Sau cuộc chiến tranh 30 năm, công quốc Bayern, cũng như các nước Âu châu, khác phát triển thành một nước quân chủ chuyên chế. 1669 là lần cuối cùng một hội đồng các tầng lớp xã hội được triệu tập.
Về mặt đối ngoại thì từ năm 1670 Bayern trở thành đồng minh của Pháp. Tuyển hầu Maximilian II Emanuel của Bayern cùng với Áo đã đạt được nhiều chiến thắng chống lại quân đội Thổ. Trong cuộc Chiến tranh Kế vị Tây Ban Nha Bayern dưới quyền của Maximilian II. Emanuel lại đứng về phía Pháp. Cuộc chiến chấm dứt sau khi Bayern bị thua Trận Höchstädt lần thứ hai 1704, rồi bị chiếm đóng bởi quân đội Habsburg. Mãi đến năm 1714 Bayern mới được trả lại quyền lực do thỏa hiệp cân bằng quyền thế giữa các cường quốc Âu châu.
1724 nhánh Pfalz và nhánh Altbayern quyết định thành lập liên minh nhà Wittelsbach để giữ vững vị thế của Bayern. Trong Chiến tranh Kế vị Áo Bayern lại chiến đấu bên phe Pháp và Phổ chống lại nữ hoàng Maria Theresia. 1742 Karl VII được các tuyển hầu, mà không công nhận Maria Theresia là nữ hoàng, chọn làm hoàng đế. Áo trong trận chiến lại chiếm đóng Bayern. Ba năm sau Karl Albrecht qua đời. Con ông ta và cũng là người nối ngôi Maximilian III Joseph của Bayern phải từ bỏ ngôi hoàng đế cho nhà Habsburg và lo việc cải tổ nội bộ.
1777 khi ông chết thì nhánh Altbayern không có người nối dõi và Karl Theodor từ nhánh Pfalz lên nắm quyền. Ông trở thành tuyển hầu quốc Kurbayern, mà bao gồm Nieder- và Oberbayern cũng như Oberpfalz, thống nhất với Kurpfalz cũng như lãnh thổ công quốc Jülich và công quốc Berg thành Kurpfalz-Bayern (Pfalzbaiern).
Hoàng đế Habsburg Joseph II tuy nhiên không công nhận người nối dõi và đòi nắm quyền Altbayern. Trong Chiến tranh Kế vị Bayern sau đó vào năm 1778/79 Phổ đã thành công giữ vững Bayern. Trong hòa ước Teschen 1779 Áo công nhận người nối dõi nhánh Pfalz. Bayern tuy nhiên phải nhường vùng Innviertel cho Áo. Từ 1785 Graf Rumford đã cải tổ hành chính nước.
Chính sách trung lập của Bayern dưới thời Karl Theodor đối với cách mạng Pháp chấm dứt một cách thảm bại với sự chiếm đóng vùng Pfalz bởi quân đội Pháp. Sau khi Karl Theodor chết mà không có con cái, Maximilian IV Joseph từ nhánh Pfalz-Zweibrücken 1799 đã thừa hưởng gia tài. Được học tập ở Pháp và là Thượng tá trong quân đội Pháp, ông ta đã liên hiệp với Napoleon khi lãnh đạo Bayern. Với Pfalz-Zweibrücken cả phần còn lại của Rheinpfalz bây giờ cũng thuộc Bayern. Chính sách chính trị đầy tham vọng của Bayern trong thời gian này đã làm nước này bị nợ nần nhiều.

## Vương quốc Bayern

### Thời đại Napoleon

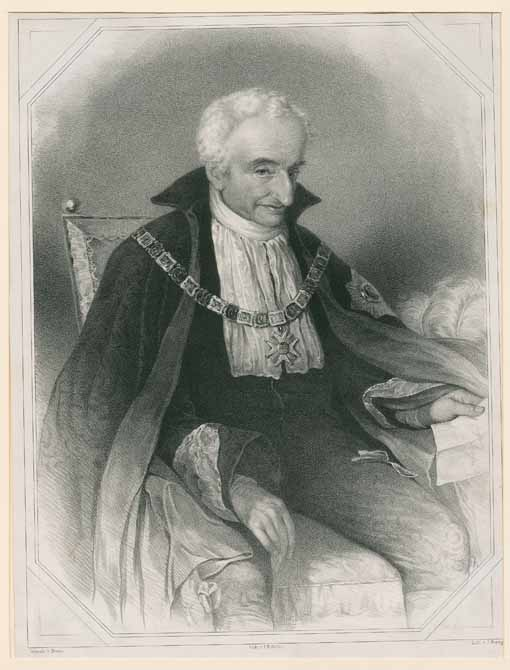
Công tước Montgelas

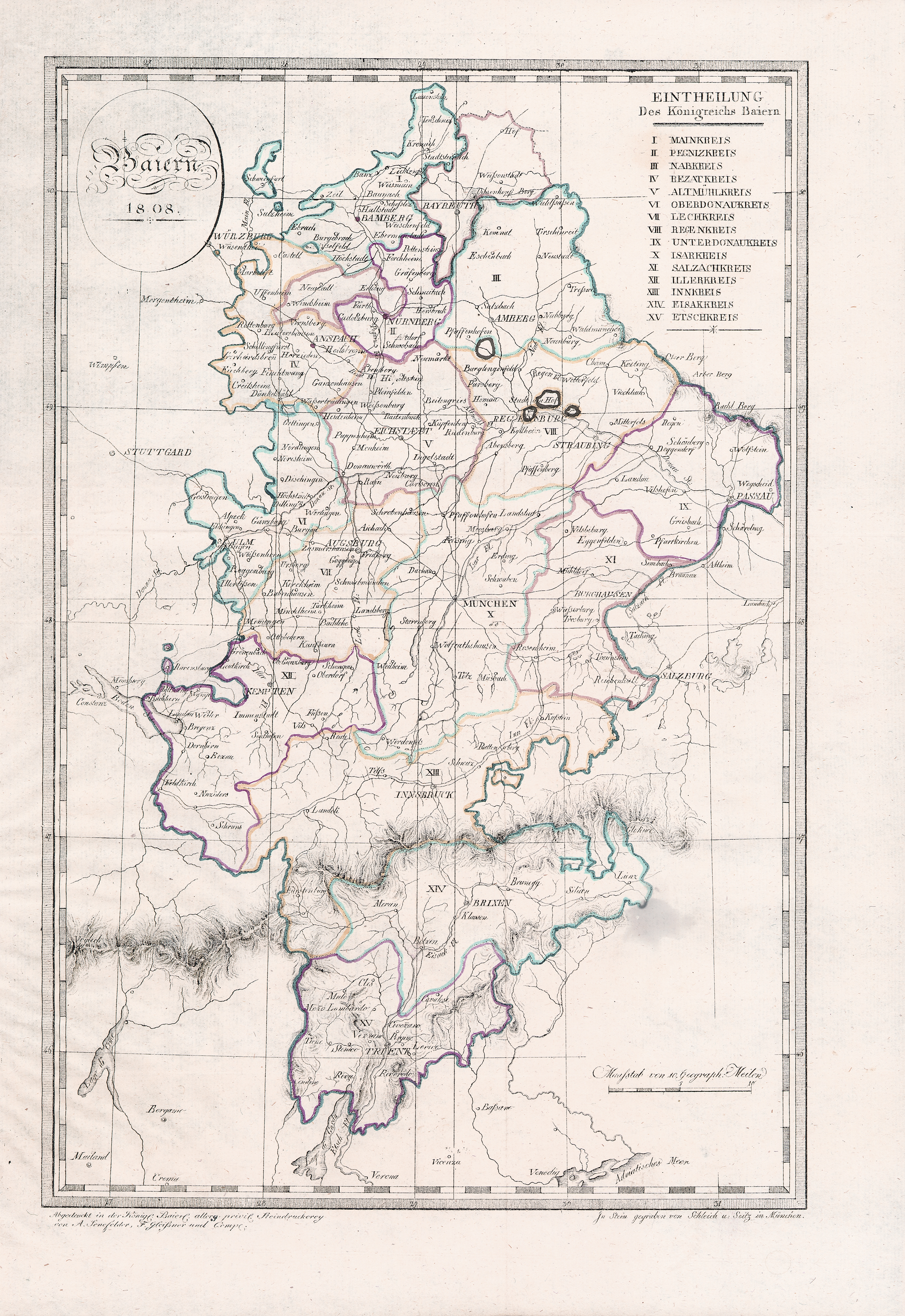
Bayern 1808

Trong hòa ước Lunéville 1801 Kurpfalzbayern cũng như các nước Đức khác phải từ bỏ các phần lãnh thổ bên trái sông Rhein. Như vậy họ mất phần bên trái sông Rhein của Kurpfalz và công quốc Jülich. Để đền bù cho sự mất mát này theo luật bồi thường đã ký kết giữ Áo và Pháp, 1803 Bayern đã mở rộng được lãnh thổ nhờ được một số các vùng đất như các thành phố tự do mà từ đây bị mất quyền này cũng như của nhà thờ qua việc thế tục hóa. Tuy nhiên 1803 họ mất luôn phần bên phải sông Rhein của Kurpfalz về tay Baden. 1805 Bayern qua hiệp ước Bogenhausen lại liên hiệp với Napoleon. Áo thua Trận Austerlitz dẫn tới hòa ước Pressburg, mà theo đó Áo mất Tirol và Vorarlberg vào tay Bayern. 1806 để cảm ơn Napoleon đã phong Bayern lên thành vương quốc. Sau đó Bayern do áp lực của Napoleon đã nhập vào Liên bang Rhein, đưa đến việc Franz II từ bỏ ngôi hoàng đế và tuyên bố là đế quốc La Mã Thần thánh đã chấm dứt từ đó. Vào tháng 3 năm 1806 Bayern đã đổi công quốc Berg bên phải của sông Rhein cho Napoleon để lấy công quốc Ansbach.
Bayern phát triển mạnh trong thời gian này nhờ công trạng của bộ trưởng Montgelas. Ông cùng với vua Maximilian I là hai người đã tạo nên một nước Bayern tân tiến. Montgelas đã hình thành một cơ quan hành chính quốc gia có năng lực cho Bayern mà đã mở rộng. Lãnh thổ được chia ra làm 8 vùng hành chính và được quản lý bởi các công chức mới được tuyển vào. Tất cả các trẻ em phải đi học, thống nhất về các đơn vị đo lường, cả tiền tệ, hủy bỏ quan thuế nội địa, trở thành một vùng kinh tế thống nhất. 1808 ông cho ban hành hiến pháp đầu tiên của Bayern. Qua đó cũng thống nhất về luật pháp.
việc bắt lính cho quân đội Bayern đưa tới cuộc nổi dậy người vùng Tirol dưới sự cầm đầu của Andreas Hofer, mà bắt đầu vào ngày 9 tháng 4 năm 1809 tại thủ phủ Tirol Innsbruck và kết thúc ngày 1 tháng 11 năm 1809 với sự thất bại của người Tirol tại trận Bergisel. Theo hiệp ước Paris (1810) vào ngày 28 tháng 2 năm 1810 giữa Pháp và Bayern, Bayern nhận thêm được công quốc Bayreuth, công quốc Regensburg, vùng Innviertel, phân nửa Hausruckviertel cũng như lãnh thổ chung quanh Salzburg và Berchtesgaden, nhưng phải từ bỏ Tirol và một số đất đai thuộc Schwaben.

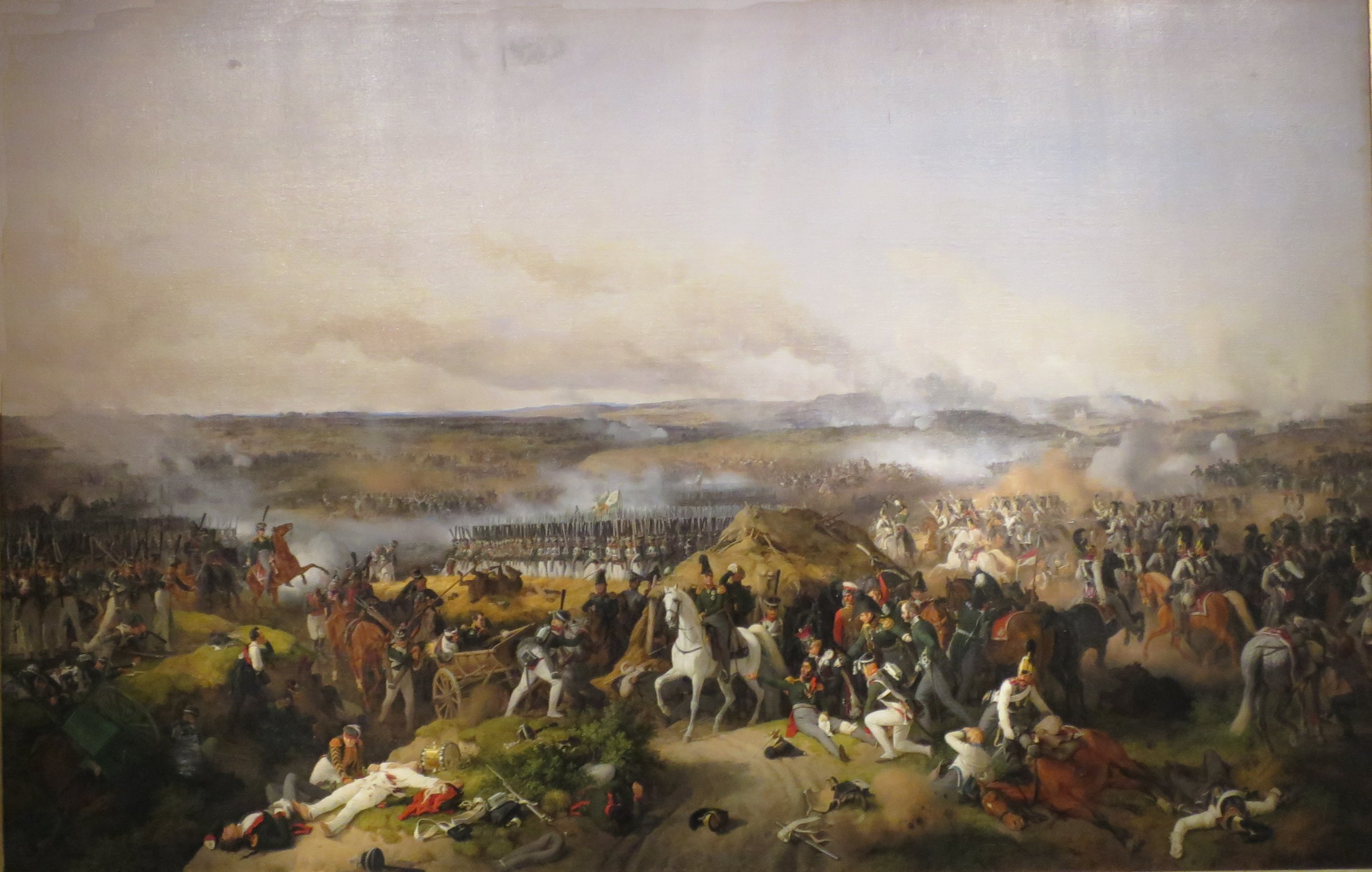
Cảnh từ trận Borodino

Trong cuộc chiến tranh Pháp-Nga (1812) của Napoleon Bayern đã mất đi rất nhiều binh lính. Từ khoảng 33.000 1812 ra đi, chỉ còn khoảng 4.000 trở lại. Qua hiệp ước Ried, Bayern ngày 8 tháng 10 năm 1813 trước Trận Leipzig, khi được hứa là được quyền giữ những vùng đã đoạt được, đã đổi chiều, quay ra chống lại Napoleon. Dự định của thống tướng Bayern Wrede, ngăn chặn quân đội Pháp 1813 trong trận Hanau, đã thất bại. Tuy nhiên 1814 khi đánh sang Pháp, ông ta đã thắng trận Arcis-sur-Aube và trận Bar-sur-Aube. Theo kết quả của Đại hội Viên 1814/15 Bayern phải trả lại phần lớn những phần đất của Áo trong hiệp ước München (1816), ngược lại họ được trả lại vùng Pfalz cũng như những vùng Franken chung quanh Würzburg và Aschaffenburg.
Tổng cộng lãnh thổ Bayern cho tới 1815 đã nới rộng thêm những vùng sau:
- Thành phố đế chế tự do Nürnberg và những vùng chung quanh, Augsburg, Regensburg, Kempten (Allgäu), Kaufbeuren, Lindau, Memmingen, Dinkelsbühl, Nördlingen, Rothenburg ob der Tauber, Schweinfurt
- Những lãnh thổ nhà thờ như Passau, Eichstätt, Freising, Bamberg và Würzburg, ngoài ra một phần quan trọng của Kurmainz (công quốc Aschaffenburg)
- Markgrafschaft Burgau, Reichsgrafschaft Ortenburg và Grafschaft Ortenburg-Tambach.
- Vùng đất thuộc về Salzburg nằm về phía tây Saalach và Salzach (Rupertigau) cũng như Berchtesgaden
- Công quốc Ansbach và công quốc Bayreuth

### Bayern tham gia Liên bang Bắc Đức

Vương quốc Bayern 1815

1817 Montgelas bị cho nghỉ việc, vì ông không chấp nhận cho dân chúng thêm quyền nữa. 1818 Maximilian I Joseph cho ban hành hiến pháp Bayern 1818, khác với hiến pháp 1808 nó cũng nói về vấn đề đại diện nhân dân. Theo đó nghị viện được chia ra làm 2 viện. Viện đầu là những đại diện các tu sĩ và giới quý tộc cũng như những người khác được vua chỉ định. Viện thứ hai gồm những người được bầu không trực tiếp. Với hiến pháp này Bayern trở thành một nước Quân chủ lập hiến. Để trở thành một Thể chế Đại nghị thực sự, nó cần có một luật bầu cử tổng quát và trực tiếp, một sư phân chia quyền lực hoàn toàn, và tự do báo chí.
Dưới thời vua Ludwig I nghệ thuật được phát triển mạnh mẽ. Đặc biệt ở München nhiều công trình xây dựng kiến trúc Cổ điển hình thành trong thời gian này. 1826 Đại học quốc gia được chuyển từ Landshut về München. Tuy nhiên lối cầm quyền cấp tiến của Ludwig I vào lúc ban đầu ngày càng trở nên chuyên chế. 1848 nhà vua vì quan hệ của ông với nữ ca sĩ Lola Montez (1821-1861) đưa tới sự bất bình trong quần chúng ở München, đã phải từ chức.
Dưới thời con ông, Maximilian II việc kiểm duyệt bị hủy bỏ. Hiến pháp đế chế 1849 tuy nhiên không được ông cũng như nhiều công tước khác chấp nhận, thêm đó trong cùng năm các đảng phái chính trị bị cấm.
Trong cuộc Chiến tranh Áo-Phổ 1866 Bayern dưới thời Ludwig II theo phe Áo và các nước Đức khác đã thua Phổ và phải trả tiền bồi thường chiến tranh nặng nề. Thêm vào đó Bayern phải nhường cho Phổ Gersfeld ở sông Rhön, Orb và vùng Kaulsdorf ở Thüringen. 1870 Bayern theo phe Phổ tham dự vào cuộc Chiến tranh Pháp-Phổ 1870/71 và gia nhập vào Liên bang Bắc Đức.

### Kinh tế Bayern 1848
Dân số ở Bayern phát triển chậm hơn so với những vùng khác của đế quốc Đức. Tuổi lấy vợ chồng tương đối cao. Việc kỹ nghệ hóa cũng chậm hơn các vùng khác..
Những lý do mà kỹ nghệ hóa kém hơn:
- Tài nguyên ít
- Nằm ở ngoài bìa (Bayern không nằm dọc theo sông Rhein, mà dọc theo sông Donau)
- Cơ sở hạ tầng yếu
- Có ít nhân lực rẻ tiền
- Một xã hội chuyên về nghề nông và thợ thuyền
- Dân số phát triển chậm

1848 Cán cân thương mại âm về sản phẩm nông nghiệp, nhưng lại dương về xuất khẩu nguyên liệu và hàng hóa.

### Bayern và đế chế Đức

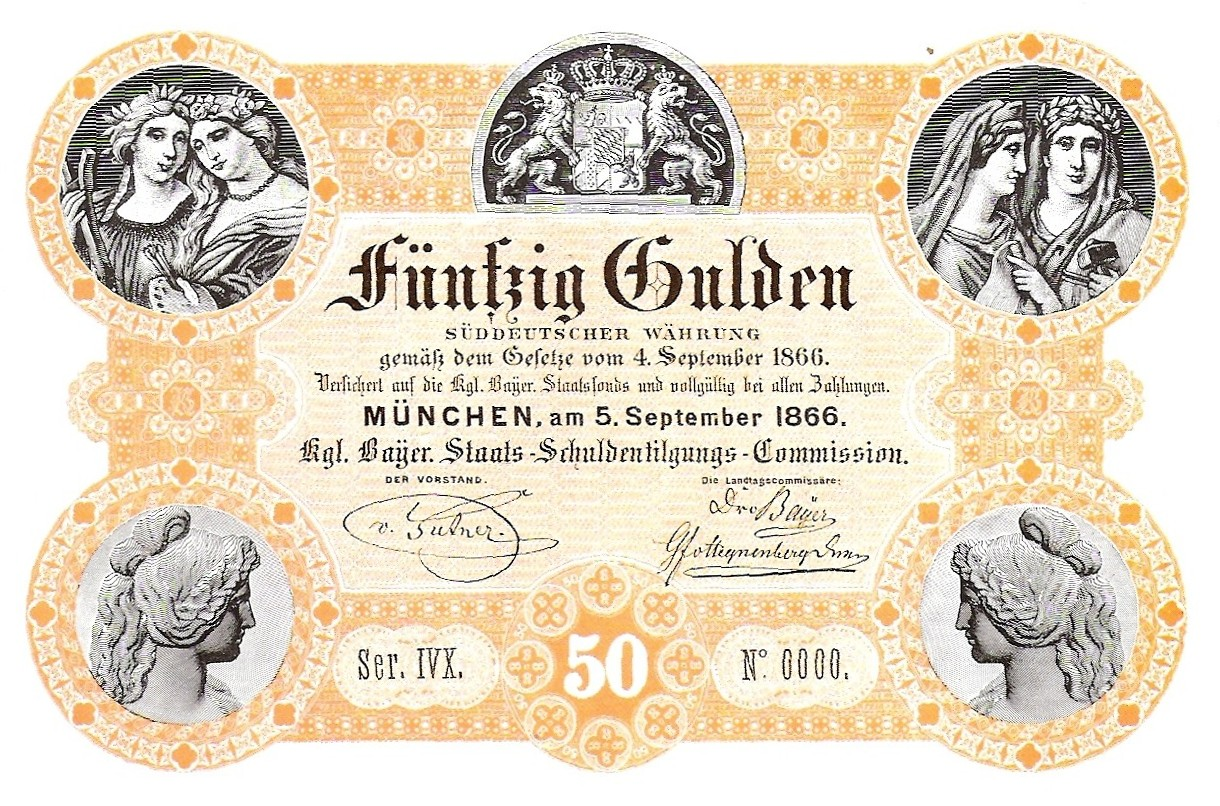
Tiền giấy Bayern 50 Gulden 1866

1871 Bayern qua Hiệp ước tháng 11 năm 1870 trở thành một bang của Đế chế Đức mới thành lập. Trong đàm phán Versaille và hiệp định vào ngày 23 tháng 11 năm 1870 giữa Liên hiệp Bắc Đức và vương quốc Bayern, Bayern được giữ toàn quyền về thuế má và văn hóa ngoài ra còn nhiều quyền khác được quy định theo Reservatrechte, chẳng hạn như được quyền có quân đội riêng, có hệ thống bưu điện và hệ thống đường rày xe lửa vương quốc Bayern.
Quốc hội Bayern đã chấp nhận hiệp ước này vào tháng 1 năm 1871 sau nhiều chống đối. Bởi vì Ludwig II tự rút lui khỏi việc nước và các cơ quan hành chính cũng như các công chức có chiều hướng thân phổ, ảnh hưởng của Bismarck về chính trị rất lớn ở Bayern.
Ludwig II không chấp nhận việc thành lập một đế chế dưới sự chỉ đạo của nước Phổ. Ông cố ý không tham dự ngày tuyên bố thành lập đế chế 18 tháng 1 năm 1871 tại phòng gương của Versailles. Ludwig II đi vào lịch sử là "ông vua cổ tích" vì dưới thời trị vì của ông đã cho xây (lâu đài Neuschwanstein, lâu đài Herrenchiemsee, lâu đài Linderhof).
Về mặt chính trị trong nước đảng bảo thủ Công giáo gọi là đảng yêu nước Bayern, được thành lập 1868, trở thành đảng dẫn đầu trong quốc hội. 1887 nó đổi tên thành đảng Bayern Trung tâm. 1893 lần đầu tiên có đại biểu đảng SPD trong quốc hội bang. 1906 luật bầu cử được cải tiến.
Sau khi Ludwig II 1886 bị tước quyền, Luitpold von Bayern lên thay chỗ cho Otto mà bị bệnh tâm thần. Thời đại của ông được cho thời đại huy hoàng của Bayern, mặc dù về mặt chính trị đã dậm chân tại chỗ.
Khi ông chết năm 1912, con ông lên làm tuyển hầu. 1913 ông ta tuyên bố qua việc sửa đổi hiến pháp làm vua Ludwig III.

## Bayern giữa 2 trận thế chiến

### Kết thúc chế độ quân chủ
Vì khó khăn trong vấn đề cung cấp thực phẩm và nhiên liệu cũng như vì thất bại trong Đệ Nhất thế chiến chế độ quân chủ không còn được ủng hộ nữa. Nhất là đường lối chính trị hiếu chiến, và tham vọng đất đai của vua Ludwig III. Quan điểm chính trị của ông cũng được xem là quá thân phổ. 1917 một đệ đơn của đảng SPD lập hiến hóa chế độ quân chủ không được chấp nhận. Cũng như các phần còn lại của nước Đức cuộc đình công vào tháng 1 năm 1918 ở Bayern cho thấy là dân chúng không còn nhẫn nại nữa. Khoảng 165.000 lính Bayern đã chết trong chiến tranh.
Vào ngày 7 tháng 11 năm 1918 các lực lương cách mạng trong cuộc cách mạng tháng 11 dưới sự lãnh đạo của Kurt Eisner của đảng USPD đã lật đổ chế độ quân chủ. Bayern được công bố là một nước cộng hòa độc lập. Kurt Eisner dựa vào những hội đồng tự quản mà được thành lập khắp mọi nơi ở Bayern.
Ở Bayern có tới hàng ngàn hộ đồng tự quản, ở thành phố công nhân và nhân dân, trong quân đội thì hội đồng quân nhân. Ở nông thôn cũng có nhiều hội đồng tự quản nông dân.

### Cộng hòa tự quản Bayern
Trong cuộc bầu cử cộng hòa bang dưới thời cộng hòa Weinmar trong tháng 1 năm 1919 đảng USPD của Eisner đã thua lớn. Lực lượng mạnh nhất là đảng Bayerische Volkspartei của khối bảo thủ, đảng mới của đảng Trung tâm Bayern. Vào ngày 21 tháng 2 năm 1919, Eisner bị ám sát trên đường tới khai mạc quốc hội mới, bởi tay quá khích Anton Graf von Arco auf Valley.
Chủ tịch bang là Johannes Hoffmann (SPD). Dưới thời ông đầy những tranh chấp giữa phe lập hiến ôn hòa các hội đồng tự quản công nhân và binh lính quá khích. Chính phủ Bayern phải lánh về Bamberg vì tình hình ở thủ đô bất an. Ở München một nhóm của nhà văn Ernst Toller và 2 người theo chủ nghĩa vô chính phủ Erich Mühsam và Gustav Landauer vào ngày 7 tháng 4 năm 1919 kêu gọi thành lập cộng hòa tự quản Baiern. Sau khi họ thất bại những người Cộng sản lên nắm quyền. Chủ tịch bang Hoffmann kêu gọi quân đội Phổ và Württemberg cũng như những thành phần trong nhóm quân đội Freikorps tiếp cứu, và đã chiếm lại thủ đô vào ngày 1 tháng 5 năm 1919. Việc thanh trừng của nhóm quân đội "trắng" này đã giết chết rất nhiều người.

### Bayern dưới thời Cộng hòa Weimar

Freistaat Bayern dưới thời Cộng hòa Weimar

Vào ngày 14 tháng 8 năm 1919 hiến pháp Bamberger có hiệu lực. 1920 Freistaat Coburg sau khi trưng cầu dân ý ở đó nhập vào Bayern. Cuộc đảo chánh Kapp-Putsch vào tháng 3 năm 1920 dưa tới việc từ chức của Hoffmann.
Thay thế là Gustav Ritter von Kahr, một người bảo hoàng, mà muốn tách Bayern ra khối đế quốc Đức. 1922 Eugen Ritter von Knilling lên làm chủ tịch bang. Chính sách thân hữu khiến Bayern trở thành một nơi thích hợp cho các nhóm cực hữu.
Vào mùa thu 1923, lợi dụng cuộc xung đột giữa quân đội Đức và Pháp-Bỉ ở vùng Ruhr chính phủ Bayern ban hành tình trạng khẩn cấp và phong toàn quyền cho von Kahr. Để phản ứng hành động này, tổng thống Friedrich Ebert cũng ban hành tình trạng khẩn cấp. Tướng Hans von Seeckt, chỉ huy quân đội Đức, lại có thiện cảm với von Kahr, nên không hành động gì cả.
Ở Bayern họ đã đuổi hàng trăm gia đình Do thái, cấm tất cả các tờ báo thân hữu.
Vào ngày 9 tháng 11 năm 1923 ở München xảy ra cuộc đảo chánh của Hitler. Hitler đã cho bao vây quán bia Bürgerbräukeller, khi Gustav Ritter von Kahr đọc diễn văn ở đó, hầu lôi kéo ông về phía mình. Tuy nhiên ông ta đã không thuyết phục được von Kahr, và cuộc đảo chánh tại Feldherrnhalle đã bị cảnh sát đập tan. Vào tháng 2 năm 1924 von Kahr đã từ chức, 1934 ông bị Đức quốc xã giết chết tại KZ Dachau.
Trong tháng 6 năm 1924 Heinrich Held của đảng Bayerischen Volkspartei trở thành chủ tịch bang. Chính sách chính trị của Held hướng tới việc độc lập về chính trị của Bayern trong đế quốc Đức. Tuy nhiên ông đã coi thường những nguy cơ từ phe cực hữu. Từ 1930 Held không còn đa số trong quốc hội bang. Được sự hỗ trợ SPD ông có thể tiếp tục cầm quyền. Vào ngày 15 tháng 3 năm 1933, Held bị Đức quốc xã buộc phải từ chức.

### Bayern dưới thời Đức quốc xã
Vào tháng 1 năm 1933 Adolf Hitler trở thành thủ tướng, Trong tháng 3 và tháng 4 năm 1933 chính quyền Đức quốc xã đã ban luật tước quyền độc lập các bang.
Vào ngày 9 tháng 3, Franz von Epp được bộ trưởng bộ nội vụ Wilhelm Frick bổ nhiệm làm Reichskommissar để kiểm soát Bayern. Ông này đã phong Heinrich Himmler làm chỉ huy trưởng bộ phận cảnh sát München, sau đó chịu trách nhiệm về chính sách của cảnh sát tại Bayern. 16 tháng 3, Epp chính thức nắm quyền và lập ra hội đồng bộ trưởng.
Rất nhiều lãnh tụ trong đảng Đức quốc xã xuất phát từ Bayern, cho nên vùng này đóng vai trò tiền phong. Vào ngày 10 tháng 5 năm 1933 tại quảng trường Königplatz ở München xảy ra vụ đốt sách đầu tiên.
Nhiều tháng trước vụ bạo động chống người Do thái 1938 những người theo đảng Quốc xã đã phá nát Synagoge Nürnberg và Synagoge München. Trại tập trung đầu tiên đã được tạo ra 1933 ở Dachau. München được tuyên bố là „Hauptstadt der Bewegung" (thủ đô của phong trào), Nürnberg chỗ thường trú của các hội nghị Đảng (Reichsparteitage). 1935 tại Nürnberg luật giống dân (Nürnberger Rassegesetze) được ban hành.
1939 Georg Elser đã thất bại trong vụ ám sát Hitler ở Bürgerbräukeller, München. Trong những nhóm chống đối ở Bayern nhóm Weiße Rose ở München là nhóm được biết tới nhiều nhất. Ngay cả những người cầm đầu tờ báo Münchner Neueste Nachrichten, cho tới tháng 5 năm 1933 chống lại Hitler, cũng đóng một vai trò quan trọng: thí dụ Erwein von Aretin và Karl Ludwig Freiherr von und zu Guttenberg. Trong những ngày cuối cùng của cuộc chiến nhóm „Freiheitsaktion Bayern" của Rupprecht Gerngross cũng đã thất bại.
Trong các cuộc thả bom của phe Đồng minh từ năm 1953 München, Nürnberg và Würzburg đã bị thiệt hại lớn.Sau đệ Nhị thế chiến, Bayern (chưa kể Pfalz)có ít nhất 250.000 lính chết và 230.000 mất tích, ngoài ra 28.000 người dân thường bị chết. Vào mùa hè 1947 Bayern vẫn còn có 212.494 tù chiến tranh trong đó 73.4 % là người bản xứ.

## Bayern sau 1945
Sau khi đầu hàng không điều kiện vào ngày 8 tháng 5 năm 1945, Bayern theo như hiệp ước Potsdam ngoại trừ Pfalz và Lindau thuộc về vùng chiếm đóng Pháp, là một phần của vùng chiếm đóng Hoa Kỳ.
Vào ngày 28 tháng 5 năm 1945, Fritz Schäffer của đảng Bayerische Volkspartei được chính quyền quân đội Hoa Kỳ chỉ định làm chủ tịch bang, tuy nhiên vào ngày 28 tháng 9 đã bị sa thải. Người kế tiếp được chọn là Wilhelm Hoegner (SPD). Tướng Eisenhower ra tuyên cáo thứ 2 vào ngày 28 tháng 9 năm 1945 công nhận Bayern là một nước. Dưới sự chỉ đạo của tướng Lucius D. Clay, chỉ huy chính quyền quân đội, Bayern dựng nên một nước, với sự sống lại của các đảng phái, có nền dân chủ từ nhân dân.
Vào ngày 30 tháng 6 năm 1946 một đoàn đại biểu thành lập hiến pháp được bầu lên, CSU, đảng thay thế Bayerische Volkspartei, đã đạt được đa số tuyệt đối. Bản thảo hiến pháp với khuôn khổ liên bang được phe chiếm đóng chấp thuận, tuy nhiên một điều trong đó bị gạch bỏ, điều mà cho quyền Bayern được quyết định có vào liên bang Đức hay không. Hiến pháp của bang độc lập Bayern qua quyết định của dân chúng vào ngày 1 tháng 12 năm 1946 được đa số đồng ý.
Trong cuộc bầu cử cùng lúc quốc hội bang đầu tiên, đảng CSU giành được đa số tuyệt đối và cho tới bây giờ vẫn là đảng mạnh nhất. Chủ tịch bang là ông Hans Ehard của đảng CSU, người mà có khi điều hành một mình có khi với đảng SPD.
1945 vùng Ostheim vor der Rhön mà nằm trong bang Thüringen được nhập vào Bayern và 1946 Pfalz bị tách ra, nhập vào bang mới thành lập Rheinland-Pfalz. Đến 1955 Lindau mới được nhập trở lại.
Ehard đã thành công, nhiều ý tưởng về liên bang của ông được đưa vào Luật cơ bản Đức. Tuy nhiên quốc hội Bayern cho là địa phương vẫn không có đủ nhiều quyền tự chủ, nên đã bỏ phiếu không chấp nhận luật cơ bản. Tuy nhiên nó vẫn có giá trị ở Bayern vì các bang còn lại đã bỏ phiếu thuận (trên 2/3). Về mặt liên bang CSU nhập với đảng CDU thành một liên đảng trong quốc hội liên bang, nhưng vẫn giữ sự độc lập của mình.
Trong thập niên 1950 phe thân hữu có sự cạnh tranh giữa CSU và Bayernpartei, đảng mà đòi hỏi nhiều quyền tự chủ hơn cho Bayern. Năm 1954 Wilhelm Pogner (SPD) được bầu làm chủ tịch bang trong một liên minh 4 đảng với Bayernpartei, SPD, Đảng những người phải bỏ quê hương BH và FDP cho tới năm 1957. Lúc đó đảng Bayernpartei bị mang tiếng vì vụ Ban giấy phép cho các Casino (Spielbankaffäre) phải rút khỏi nội các. Từ đó Bayernpartei càng ngày càng mất ảnh hưởng về chính trị.
So với các bang khác, Bayern đã nhận rất nhiều dân tản cư từ các vùng phía Đông thuộc Đức cũng như từ Sudetenland, Böhmen, Mähren, Ungarn, Donauschwaben và Siebenbürger Sachsen. Tổng cộng khoảng 2 triệu người mang tới sự phát triển về kinh tế và văn hóa. Sudetendeutsche được xem là giống dân thứ tư ở Bayern bên cạnh Bajuwaren, Franken và Schwaben
Năm 1957 sau khi chính phủ liên minh 4 đảng giải tán, Hanns Seidel của CSU đã lập liên minh với BHE và FDP. Sau khi Seidel từ chức vì lý do sức khỏe, Ehard đã làm chủ tịch bang thêm 2 năm nữa.
Các chính phủ sau đó Alfons Goppel từ 1962 đến 1978, Franz Josef Strauß từ 1978 đến 1988, Max Streibl từ 1988 đến 1993, Edmund Stoiber từ 1993 đến 2007 và Günther Beckstein từ 2007 đến 2008 toàn là chính phủ CSU với đa số tuyệt đối; từ 2003 đến 2008 CSU đạt được cả 2/3 số ghế trong quốc hội bang. Với cuộc bầu cử quốc hội bang 2008 CSU không đạt được đa số tuyệt đối nữa và phải lập chính phủ liên minh với FDP.
Về vấn đề kinh tế, Bayern sau 1945 đã thay đổi cơ cấu từ một vùng mà phần lớn sống về nông nghiệp chuyển sang thành một vùng kỹ nghệ hàng đầu nước Đức. Điểm quyết định là do có thêm được lực lượng lao động từ những người đã phải từ bỏ quê hương.